# Otto Forchheimer
Otto Forchheimer (1840 Plzeň – 8. prosince 1913 Praha) byl rakouský a český podnikatel a politik německé národnosti, v 2. polovině 19. století poslanec Českého zemského sněmu, předseda pražského německého spolku Deutsches Kasino.

## Biografie
Byl ředitelem firmy Brüder Forchheimer. Předsedal pražské obchodní komoře a byl viceprezidentem Rakouského ústředního spolku obchodníků. Působil také jaké direkční šéf v České spořitelně a správní rada v České eskomptní bance. Od roku 1864 byl členem hlavního německého spolku v Praze Deutsches Kasino, kde od roku 1881 působil v jeho předsednictvu, od roku 1883 jako zástupce jeho předsedy a od 20. prosince 1894 jako předseda, přičemž v této funkci setrval až do své smrti.
V 70. letech 19. století se zapojil do zemské politiky. Ve volbách v roce 1878 byl zvolen na Český zemský sněm za kurii obchodních a živnostenských komor (obvod Praha). Uvádí se tehdy jako člen takzvané Ústavní strany (liberálně a centralisticky orientovaná stranická platforma odmítající federalistické aspirace neněmeckých etnik). Mandát obhájil i ve volbách v roce 1883 za týž obvod.
Byl mu udělen Řád Františka Josefa a rytířský Řád železné koruny 3. třídy.
Zemřel náhle v prosinci 1913. Tělo bylo převezeno ke kremaci do Drážďan.